# Irene Brütting
Irene Brütting   (Frankfurt del Main, 24 d'octubre de 1935 - Frankfurt del Main, 1 de setembre de 2018) és una atleta alemanya, ja retirada, especialista en curses de velocitat, que va competir durant la dècada de 1950.
En el seu palmarès destaca una medalla de plata en els 4x100 metres del Campionat d'Europa d'atletisme de 1954. Formà equip amb Irmgard Egert, Charlotte Bohmer i Maria Sander. El 1956 fou subcampiona nacional en els 100 metres i aquell mateix any aconseguí el rècord nacional dels 4x100 metres.

## Millors marques
- 100 metres. 11.9" (1955)[4]